# Divisione Nazionale 1941-1942
La Divisione Nazionale 1941-42 fu il 14º campionato nazionale italiano di rugby a 15 di prima divisione.
Si tenne dal 9 novembre 1941 al 22 marzo 1942 tra 9 squadre e, dopo l'estemporanea forma a eliminazione diretta della stagione precedente, tornò a girone unico con retrocessioni; il GUF Pavia, ultima squadra classificata, vinse lo spareggio contro la prima classificata della serie inferiore, l'Amatori Roma, e rimase in serie A; il GUF Bologna si ritirò dal torneo a metà campionato a causa di defezioni nella squadra, ma le partite da questi giocate nel girone d'andata furono valide ai fini del punteggio in classifica delle altre otto squadre.
L'Amatori Milano si aggiudicò il suo 12º titolo, quinto consecutivo.

## Squadre partecipanti
- Amatori Milano
- CG Milizia Roma
- Battisti Genova
- GUF Bologna

- GUF Milano
- GUF Parma
- GUF Pavia
- GUF Torino
- Padova

## Risultati
|       | 1ª/10ª giornata             |      |
| ----- | --------------------------- | ---- |
| 17-3  | GUF Bologna - GUF Pavia     | n.d. |
| 0-28  | GUF Parma - Amatori Milano  | 0-46 |
| 6-9   | Battisti - Padova           | 6-9  |
| 6-0   | GUF Milano - C.G. Milizia   | 3-0  |
|       |                             |      |
|       | 4ª/13ª giornata             |      |
| 26-0  | GUF Milano - GUF Parma      | 0-6  |
| 18-3  | C.G. Milizia - Battisti     | 9-3  |
| 3-16  | Padova - Amatori Milano     | 3-22 |
| 0-16  | GUF Pavia - GUF Torino      | 6-30 |
|       |                             |      |
|       | 7ª/16ª giornata             |      |
| 51-0  | Amatori Milano - GUF Torino | 9-0  |
| 38-0  | C.G. Milizia - GUF Pavia    | 8-6  |
| 15-17 | Battisti - GUF Milano       | 6-20 |
| 0-5   | GUF Bologna - Padova        | n.d. |

|      | 2ª/11ª giornata              |      |
| ---- | ---------------------------- | ---- |
| 0-6  | Padova - GUF Torino          | 0-0  |
| 12-0 | C.G. Milizia - GUF Bologna   | n.d. |
| 44-0 | Amatori Milano - Battisti    | 15-0 |
| 15-0 | GUF Pavia - GUF Parma        | 3-14 |
|      |                              |      |
|      | 5ª/14ª giornata              |      |
| 0-4  | GUF Parma - C.G. Milizia     | 3-13 |
| 11-8 | Battisti - GUF Bologna       | n.d. |
| 0-5  | GUF Torino - GUF Milano      | 3-3  |
| 60-8 | Amatori Milano - GUF Pavia   | 82-3 |
|      |                              |      |
|      | 8ª/17ª giornata              |      |
| 35-0 | Amatori Milano - GUF Bologna | n.d. |
| 0-0  | Padova - C.G. Milizia        | 3-3  |
| 0-6  | GUF Parma - GUF Torino       | 0-3  |
| 5-16 | GUF Pavia - GUF Milano       | 0-16 |

|      | 3ª/12ª giornata               |       |
| ---- | ----------------------------- | ----- |
| 6-6  | Battisti - GUF Pavia          | 6-9   |
| 6-6  | GUF Parma - Padova            | 0-11  |
| 0-0  | GUF Torino - C.G. Milizia     | 6-3   |
| 3-13 | GUF Bologna - GUF Milano      | n.d.  |
|      |                               |       |
|      | 6ª/15ª giornata               |       |
| 25-0 | GUF Bologna - GUF Parma       | n.d.  |
| 6-9  | GUF Milano - Amatori Milano   | 4-9   |
| 6-11 | GUF Pavia - Padova            | 0-26  |
| 9-3  | GUF Torino - Battisti         | 14-3  |
|      |                               |       |
|      | 9ª/18ª giornata               |       |
| 3-3  | C.G. Milizia - Amatori Milano | 10-10 |
| 23-8 | GUF Torino - GUF Bologna      | n.d.  |
| 17-5 | GUF Milano - Padova           | 6-0   |
| 16-8 | Battisti - GUF Parma          | 6-0   |

## Classifica
| Pos | Squadra         | G  | V  | N | P  | PF  | PS  | DP   | Pt |
| --- | --------------- | -- | -- | - | -- | --- | --- | ---- | -- |
| 1   | Amatori Milano  | 15 | 13 | 2 | 0  | 439 | 40  | +399 | 28 |
| 2   | GUF Milano      | 14 | 11 | 1 | 2  | 158 | 61  | +97  | 23 |
| 3   | GUF Torino      | 15 | 9  | 3 | 3  | 116 | 91  | +25  | 21 |
| 4   | CG Milizia Roma | 15 | 7  | 5 | 3  | 121 | 46  | +75  | 19 |
| 5   | Padova          | 15 | 6  | 4 | 5  | 91  | 94  | −3   | 16 |
| 6   | Battisti Genova | 13 | 3  | 1 | 9  | 149 | 136 | +13  | 7  |
| 7   | GUF Parma       | 13 | 2  | 1 | 10 | 37  | 208 | −171 | 5  |
| 8   | GUF Pavia       | 13 | 2  | 1 | 10 | 70  | 346 | −276 | 5  |
| 9   | GUF Bologna     | 0  | 0  | 0 | 0  | 0   | 0   | 0    | 0  |

## Verdetti
- Amatori Milano: campione d'Italia